# Dečno selo
Dečno selo é uma vila localizada no município de Brežice na Eslovênia. Possuía uma população estimada de 288 habitantes em 2020.